# Jordi Casanovas i Güell
Jordi Casanovas i Güell (9 de novembre de 1978, Vilafranca del Penedès) és un dramaturg, productor i director teatral català. Ha escrit més d'una trentena de textos que s'han representat a diversos països del món i ha estat impulsor de la companyia FlyHard, la Sala Flyhard i la productora Hause & Richman (H&R), totes especialitzades en dramatúrgia catalana contemporània. També va ser un dels principals artífexs del Torneig de Dramatúrgia Catalana celebrat per primer cop al Festival Temporada Alta del 2011.

## Biografia
Des dels 12 anys, Casanovas havia volgut ser enginyer i inventor i, a tal fi, va començar la carrera d'Enginyeria de telecomunicació. Tanmateix, la carrera el va decebre per la seva poca creativitat i decidí canviar d'estudis; es llicencià en Belles arts a la Universitat de Barcelona el 2005. Paral·lelament a aquesta formació, va endinsar-se en el món de la dramatúrgia i de les arts escèniques a través de cursos de la Sala Beckett i de l'Institut del Teatre.
Alguns dels seus mestres i inspiradors foren José Sanchis Sinisterra, Enric Nolla i Gual, Carles Batlle i Jordà, Teresa Vilardell i Grimau, Juan Mayorga, Yves Lebeau, Rodrigo García i Javier Daulte.
La majoria de les seves obres estan centrades en temes polèmics i d'actualitat i empren un llenguatge molt proper a la realitat. L'obra Ruz-Bárcenas, estrenada el 2014 al Teatro del Barrio de Madrid, marcaria un punt d'inflexió dins de la seva trajectòria, inclinant la seva creació escènica cap al Teatre documental. Una constant dins de les seves creacions ha estat la reflexió al voltant de la violència i la por a la violència.

## Activitat dramàtica

### Inicis, Companyia FlyHard i «La trilogia dels videojocs» (2002-2009)
El 2002 va iniciar la seva trajectòria com a dramaturg amb l'obra Les millors ocasions (Premi Josep Robrenyo 2002).
El 2006 va crear amb un grup d'amics de Vilafranca del Penedès la companyia FlyHard: Casanovas en seria el director i dramaturg i Clara Cols, Roser Blanch, Sergio Matamala i Pablo Lammers els intèrprets. El nom el van prendre d'una aerolínia low cost fictícia que apareixia a l'obra Neoburning generation (2005), escrita i dirigida pel mateix Casanovas, que el grup havia representat a Vilafranaca del Penedès i que, posteriorment, havien dut a la sala AREAtangent de Barcelona.
Amb la companyia FlyHard, Casanovas va posar en escena Hardcore videogames, una trilogia dedicada als videojocs formada per les obres Wolfenstein (2006), Tetris (2006) i City/Simcity (2007). Les dues primeres van estrenar-se a AREAtangent i, després de l'estrena de la tercera a la Sala Beckett, també es van representar al Versus Teatre. Gràcies a aquesta trilogia, Jordi Casanovas va guanyar el Premi Crítica Serra d'Or de Teatre 2007 al millor text de teatre català i el Premi Revelació a la XIV edició dels Premis de la Crítica de les Arts Escèniques. També va ser nominat als Premis Butaca de 2007 i a diversos Premis Max el 2008.
Durant aquests primers anys també destaquen altres textos guardonats de l'autor com Andorra (Premi Marqués de Bradomín 2005), Beckenbauer (Premi de Teatre Ciutat d'Alcoi 2005), Estralls (Premis literaris Ciutat de València 2006) i La revolució (Millor text teatral als Premis Butaca de 2009).

### Projecte T6, Sala Flyhard i «La trilogia catalana» (2009-2015)
El 2009 l'autor va ser seleccionat, juntament amb Marta Buchaca, Cristina Clemente, Carles Mallol, Josep Maria Miró i Pere Riera, per participar en la cinquena i penúltima edició del Projecte T6 del Teatre Nacional de Catalunya, llavors dirigit per Sergi Belbel. Fruit d'aquesta residència va escriure i dirigir Una història catalana, estrenada el juny de 2011 a la Sala Tallers del TNC, gràcies a la qual guanyaria un altre Premi Butaca al millor text teatral. L'èxit de la peça fou tal que l'autor la reescrigué per tornar-la a estrenar a la Sala Gran del TNC el 2013.
L'estrena d'Una història catalana marcaria l'inici de la seva trilogia dedicada a la identitat catalana, que continuaria amb les obres Pàtria (2012, Teatre Lliure, Premi Ciutat de Barcelona de Teatre), on Casanovas es plantejava què passaria si un candidat obertament independentista guanyés per primer cop les eleccions al Parlament de Catalunya i fos investit President de la Generalitat, i Vilafranca, un dinar de festa major (2015, Premi Butaca de 2016 al millor text teatral), produïda per Els Teatres Amics, una agrupació d'equipaments escènics de fora de Barcelona formada per l'Atrium de Viladecans, el Kursaal de Manresa, L’Atlàntida de Vic, el Teatre Auditori de Granollers i el Teatre Auditori de Sant Cugat, i estrenada en motiu de la Capitalitat de la Cultura Catalana de Vilafranca del Penedès.
D'aquesta darrera peça se'n faria un telefilm el 2018, titulat Vilafranca, amb guió del mateix Casanovas i direcció de Lluís Maria Güell, en coproducció de Televisió de Catalunya i Diagonal Televisió, que s'emetria per TV3 a finals d'agost d'aquell mateix any.
Paral·lelament a aquesta activitat, el dramaturg va fundar, el 2010, la Sala Flyhard amb la resta de membres de la companyia homònima. Casanovas n'esdevingué el primer director artístic, càrrec que abandonà el 2013 per desavinences amb la resta de socis sobre com gestionar la sala. La programació del nou equipament escènic s'inaugurà amb l'obra de Casanovas Un home amb ulleres de pasta (2010) i, durant el breu període que ell estigué al capdavant de la sala, s'hi estrenaren alguns dels èxits més notables de la Flyhard: Litus, de Marta Buchaca (2012); Smiley, de Guillem Clua (2012) o El rei borni, de Marc Crehuet (2013).
Durant aquest període també va impulsar i coordinar les primeres edicions del Torneig de Dramatúrgia Catalana del Festival Temporada Alta i va estrenar obres com Sopar amb batalla (Versus Teatre, 2010), de la qual faria una nova versió el 2021 al Teatre Borràs. El 2012, quan expirava el mandat de Sergi Belbel al capdavant del Teatre Nacional de Catalunya, Jordi Casanovas s'oferí com a director de l'equipament, però finalment Xavier Albertí fou nomenat com a nou director.

### Teatre documental (2014 - present)
L'obra Ruz-Bárcenas, basada en les declaracions de Luis Bárcenas davant del jutge Pablo Ruz durant la instrucció del Cas Bárcenas, dirigida per Alberto San Juan i estrenada el 2014 al Teatro del Barrio de Madrid, marcaria un punt d'inflexió dins de la trajectòria de Casanovas, inclinant l'autor cap al Teatre documental o el Teatre verbatim. El 2015 s'estrenà una versió cinematogràfica d'aquesta obra titulada B, la película, dirigida per David Ilundain Areso, i interpretada pels mateixos actors del muntatge original: Pedro Casablanc i Manolo Solo. El 2021 s'estrenaria una versió ampliada de l'obra, al mateix teatre de Madrid, titulada Kitchen, Ruz-Bárcenas, que recolliria les declaracions de José Manuel Villarejo i Eugenio Pino durant la investigació del Cas Kitchen.
Posteriorment a Ruz-Bárcenas, Casanovas escriuria altres peces amb transcripcions literals dels seus protagonistes: és el cas de Port Arthur (2016, CCCB, Festival Grec de Barcelona), basada en un interrogatori incriminatori filtrat per WikiLeaks, efectuat el 1996 a la presó de Risdon de Tasmània contra Martin Bryant, o l'èxit de Jauría (2019, El Pavón-Teatro Kamikaze de Madrid) basada en el Cas d'abús sexual de La Manada. Aquesta darrera, dirigida per Miguel del Arco, s'enduria el Premi Max a Millor espectacle el 2020 i el de millor adaptació teatral per al dramaturg.
Més enllà d'aquestes peces, Casanovas escriuria altres obres basades en fets reals durant aquest període: és el cas de VALENCiANA (La realitat no és suficient) (2019, Teatre Principal de València), que tracta sobre els crims d'Alcàsser, la Ruta del Bakalao i els casos de corrupció durant els governs d'Eduardo Zaplana a la Generalitat Valenciana; o Alguns dies d'ahir (2020, Teatre Municipal de Montcada i Reixac), basada en els fets de l'1 d'octubre de 2017. L'autor ha declarat en diverses ocasions que li agradaria escriure una gran obra sobre la vida i la figura de Jordi Pujol i Soley, però malgrat que el projecte va estar a punt d'engegar-se el 2016, protagonitzat per David Bagés en el paper de Pujol, l'obra no s'ha arribat a estrenar mai.
El 2017 Jordi Casanovas va crear amb Carles Manrique la productora Hause & Richman (H&R), que es va estrenar amb obres de Marc Angelet i Alejo Levis, Cristina Clemente i Màrius Serra a més a més de Mala broma (2018, Sala Muntaner), del mateix Casanovas. Anteriorment, Casanovas i Manrique ja havien col·laborat per estrenar textos de Ramon Madaula, Jordi Vallejo o l'obra Idiota (2015, Sala Muntaner) de Casanovas, l'antecedent de Mala broma.
Altres obres destacades de l'autor durant aquest període serien La dansa de la venjança (2019, La Villarroel) i Gazoline, estrenada el 2019 al Teatro Conde Duque de Madrid, però escrita el 2006 arran dels disturbis del 2005 a les banlieue de París.
El 2019 Arola Editors va publicar un volum dedicat a l'autor dins de la seva col·lecció de Teatre Reunit.

## Obra destacada
- 2002: Les millors ocasions[61]
- 2003: Gebre[62]
- 2005: Neoburning generation[62]
- 2005: Andorra[63]
- 2005: Beckenbauer[64]
- 2006: Estralls[65]
- 2006-07: Trilogia Hardcore videogames,[66] formada per:
  - Wolfenstein (2006)[66]
  - Tetris (2006)[66]
  - City/Simcity (2007)[66]
- 2006: Gazoline[61] Escrita el 2006, però estrenada el 2019.[58]
- 2008: La ruïna[67]
- 2009: La revolució[61]
- 2010: Un home amb ulleres de pasta[61][68]
- 2010: Sopar amb batalla (Revisió i reestrena el 2021)[62]
- 2011-2015: Trilogia catalana, formada per:
  - Una història catalana (2011)[69] Revisió i reestrena al 2013[61]
  - Pàtria (2012)[61]
  - Vilafranca, un dinar de festa major (2015)[61][70]
- 2014: Ruz-Bárcenas[71]
- 2015: Idiota[72][61]
- 2016: Port Arthur[73]
- 2018: Mala broma[61]
- 2019: La dansa de la venjança[74]
- 2019: Jauría[75]
- 2019: VALENCiANA (La realitat no és suficient)[47]
- 2020: Alguns dies d'ahir[50]
- 2021: Kitchen, Ruz-Bárcenas[41]
- 2022: Immunitat
- 2023: Conspiranoia, (amb Marc Angelet)
- 2024: Allà lluny hi ha una caseta
- 2025: Un menú tancat

## Premis i reconeixements
- 2002: Premi internacional AIET de Teatre Universitari “Josep Robrenyo” per Les millors ocasions[1][62]
- 2005: Premi Marqués de Bradomín per Andorra[63]
- 2005: Premi de Teatre Ciutat d'Alcoi per Beckenbauer[2]
- 2006: Premi Eduard Escalante de Teatre dels Premis literaris Ciutat de València per Estralls[3]
- 2007: Premi Crítica Serra d'Or de Teatre al millor text català per la trilogia Hardcore videogames[1]
- 2008: Premi Revelació de la XIV edició dels Premis de la Crítica de les Arts Escèniques Temporada 2006-07 per la trilogia Hardcore videogames[18][19]
- 2009: Premi Butaca al Millor text teatral per La revolució[76]
- 2011: Premi Butaca al Millor text teatral per Una història catalana[25]
- 2012: Premi Ciutat de Barcelona de Teatre per Pàtria[28]
- 2016: Premi Butaca al Millor text teatral per Vilafranca, un dinar de festa major[30]
- 2020: Premis Max al Millor espectacle i a la Millor adaptació escènica per Jauría[46]
- 2022: Premi Nacional de Cultura.